# 里特费尔德的施罗德住宅
52°5′7″N 5°8′50″E / 52.08528°N 5.14722°E
里特费尔德的施罗德住宅 (荷蘭語：Rietveld Schröderhuis），又称为施罗德住宅（Schröder House）是一位于荷兰乌特勒支、由荷兰建筑师赫里特·里特费尔德（Gerrit Rietveld）为特卢斯·施罗德-施雷德夫人（Mrs.Truus Schröder-Schräder）及其三个孩子所建的住宅建築，建于1924年。
她定制的是被设计为最好没有墙壁的住宅。该住宅是“荷兰风格派运动”（De Stijl）建筑的最为知名的样例之一，大概也是唯一正宗的荷兰风格派运动建筑物。施罗德夫人在该住宅里生活至于1985年去世。该住宅经由贝蒂斯·米尔德（Bertus Mulder）修复，现在是对外开放参观的博物馆。
2000年它登上了UNESCO的世界遗产名录。

## 建筑
里特费尔德的施罗德住宅在内部和外部都是对其之前的所有建筑学（architecture）的根本性颠覆。 这个双层住宅建在一排连栋房屋（terraced houses）末端，但它并不试图与其相邻的建筑物相联系。

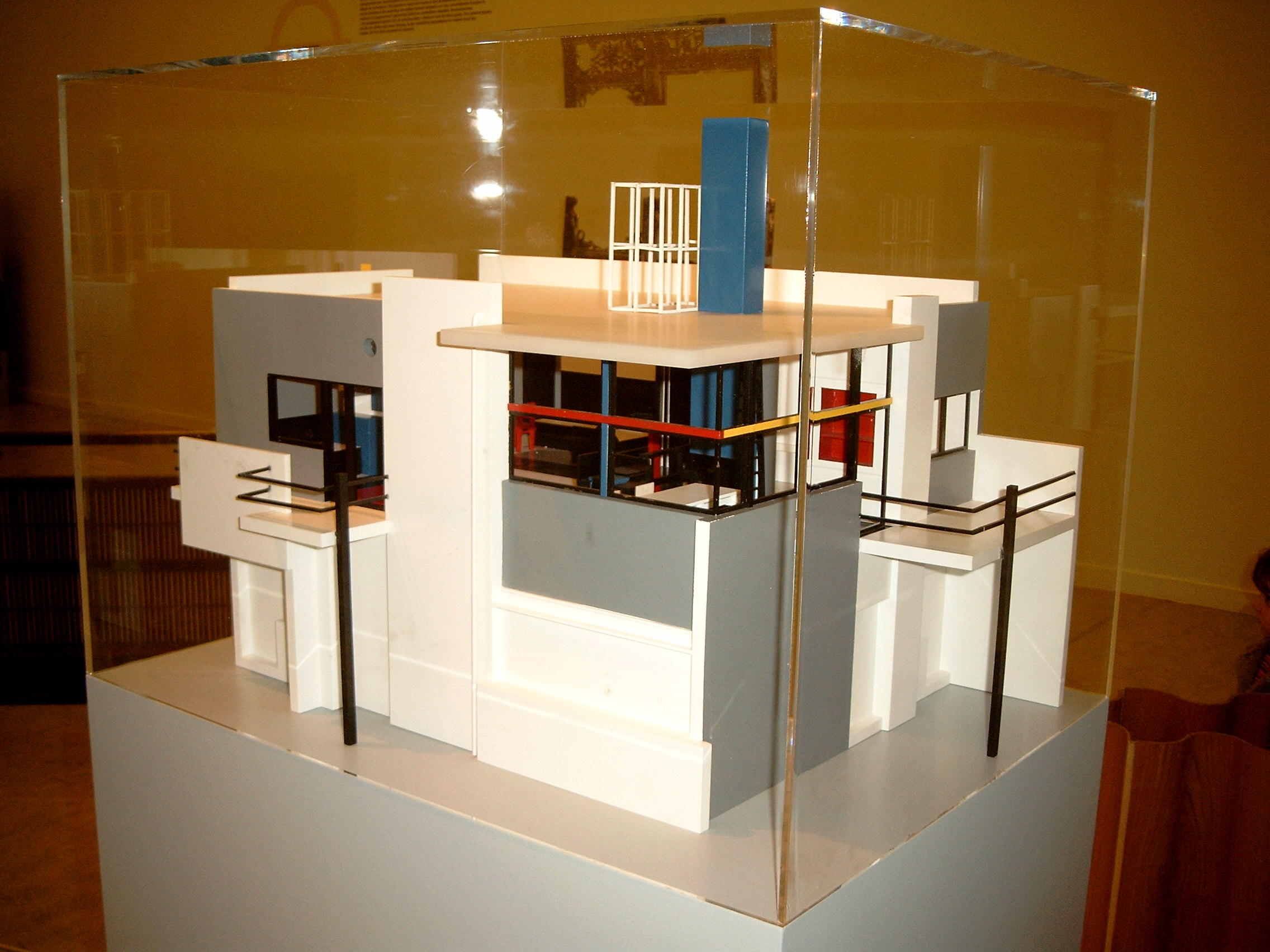
circa 1985 maquette

其内部并没有房间的静止堆积，而是动态的可变的开放区。底层尚可谓传统；排列于一个中心楼梯的是厨房和三个起居室（sit room）/卧室（bedroom）。生活区在楼上，被作为阁楼以满足规划局的要求，实际上形成了一个大的开放区，除了一个单独的卫生间和一个浴室。里特费尔德曾希望将上层保持原状。但是施罗德夫人觉得作为生活空间它应当可被用于各种形式——开放或细分。这是通过滑动和旋转面板实现的。当被全部分割时，生活层包括三个卧室，浴室和起居室。在此状态以及开放状态之间是各种各样可能的排列，每个排列皆可提供其自身独特的体验。
立面（facade）是平面和线条的拼贴，其构件有目的地相互远离，看起来像相互滑过。这使若干露台成为可能。像里特费尔德的红蓝椅（Red and Blue Chair）一样，每个构件都有其自己的形式，位置和颜色。颜色被选作加强立面的可塑性；表面为白色而阴影为灰色，黑色的窗户和门框，以及一些在原色中的线性元素。
该住宅坐落于乌得勒支，在普通的连栋房屋（terraced houses）之间，1960年代修建的公路边。

## 世界遗产
世界遗产委员会在澳大利亚凱恩斯举行的第24届会议上，于2000年12月2日将本建筑列入UNESCO的世界遗产名录。委员会决定适用标准i和ii，并对该住宅作了如下叙述（原文）：
The Rietveld Schröderhuis in Utrecht is an icon of the Modern Movement in architecture and an outstanding  expression of human creative genius in its purity of ideas and concepts as developed by the De Stijl movement. (...) With its radical approach to design and the use of space, the Rietveld Schröderhuis occupies a seminal position in the development of architecture in the modern age.